# نظام برلماني
| أنظمة الحكم الجمهورية: |
| جمهوريات رئاسية برئاسة تنفيذية منفصلة عن الهيئة التشريعية جمهوريات شبه رئاسية برئاسة تنفيذية ورئيس منفصل للحكومة يقود بقية السلطة التنفيذية، والذي يُعينه الرئيس ويكون مسؤولاً أمام الهيئة التشريعية جمهوريات برلمانية ذات رئيس شرفي وغير تنفيذي، حيث يقود رئيس الحكومة السلطة التنفيذية ويعتمد على ثقة المجلس التشريعي جمهوريات يُنتخب أو يُسمى فيها رئيس للدولة وللحكومة من قبل الهيئة التشريعية وقد يخضع أو لا يخضع لثقة البرلمان جمهورية مستقلة عن المجلس، حيث يكون فيها الرئيس أو حكومة المديرين على رأس الحكومة وتنتخبه الهيئة التشريعية، ولكنه مستقل عنها وغير مسؤول أمامها جمهورية ثِيُقراطية، حيث يتمتع القائد الأعلى (أو المرشد الأعلى) بسلطة تنفيذية وتشريعية كبيرة |

| أنظمة الحكم الملكية: |
| ملكيات دستورية، مع عاهل شرفي وغير تنفيذي، حيث يقود رئيس منفصل للحكومة السلطة التنفيذية ملكيات شبه دستورية، مع عاهل يتمتع بسلطة تنفيذية أو تشريعية كبيرة ملكيات مطلقة، حيث تكون السلطة بيد العاهل |

| دول الحزب الواحد (جمهوريات من حيث المبدأ) دول ذات نظام المجلس العسكري: لجنة من القادة العسكريين تسيطر على الحكومة، دول عُلقت فيها الأحكام الدستورية الخاصة بالحكومة دول ذات حكومة مؤقتة: لا يوجد أي أساس دستوري محدد لأنظمتها الحالية الأقاليم التابعة أو الأماكن التي لا توجد بها حكومات |

 النظام البرلماني  هو نظام حكم يُشكل فيه الوزراء في الفرع التنفيذي من البرلمان، ويكون مسؤولًا أمام هذه الهيئة، بحيث أن السلطتين التنفيذية والتشريعية متشابكة. في مثل هذا النظام، يكون رئيس الحكومة بطبيعة الحال الرئيس التنفيذي وكبير البرلمانيين على حد سواء.
تتميز النظم البرلمانية بفصل غير واضح بين السلطتين التنفيذية والتشريعية، مما يؤدي إلى مجموعة مختلفة من الضوابط والتوازنات بالمقارنة مع تلك التي وجدت في نظام رئاسي. وعادة ما يكون هناك تمييز واضح في النظم البرلمانية بين رئيس الحكومة ورئيس الدولة، فيكون رئيس الحكومة هو رئيس الوزراء، ويكون وضع رئيس الدولة في كثير من الأحيان صورياً، هو في الأغلب إما رئيس (منتخب شعبياً أو إما من قبل البرلمان) أو عاهل وراثي (غالباً ملكية دستورية).

## تاريخيًا
منذ العصور القديمة، عندما كانت المجتمعات قبلية، كانت تُقيّم قرارات الزعيم أو المجلس من قبل شيوخ القرية. تطورت هذه المجالس بعد ذلك ببطء إلى النظام البرلماني الحديث.
يعود تاريخ البرلمانات الأولى إلى أوروبا في العصور الوسطى، وبالتحديد في عام 1188 أثناء حكم ألفونسو التاسع، ملك ليون (إسبانيا). تطور مثال مبكر للحكومة البرلمانية في كل من هولندا وبلجيكا خلال الثورة الهولندية (1581)، عندما استولى برلمان هولندا على السلطات السيادية والتشريعية والتنفيذية من الملك فيليب الثاني ملك إسبانيا. ظهر المفهوم الحديث للحكومة البرلمانية في مملكة بريطانيا العظمى بين عامي 1707 و1800. وظهر النظام البرلماني المعاصر في السويد بين عامَي 1721 و1772.
في إنجلترا، يُعتبر سيمون دي مونتفورت أحد آباء الديمقراطية التمثيلية الذي عقد برلمانَين مشهورين. الأول هو برلمان أكسفورد، في عام 1258، الذي جرد فيه الملك من سلطة غير محدودة، والثاني هو برلمان سيمون دي مونتفورت، في عام 1265، والذي شمل مواطنين عاديين من المدن. لاحقًا، في القرن السابع عشر، كان برلمان إنجلترا رائدًا في بعض أفكار وأنظمة الديمقراطية الليبرالية التي بلغت ذروتها في الثورة المجيدة وإقرار قانون الحقوق 1689.
في مملكة بريطانيا العظمى، ترأس الملك نظريًا مجلس الوزراء واختار الوزراء. من الناحية العملية، أدى عدم قدرة الملك جورج الأول على التحدث باللغة الإنجليزية بطلاقة إلى انتقال مسؤولية رئاسة الحكومة إلى الوزير الأول، وهو رئيس الوزراء أو الوزير الأول، روبرت والبول. أدى التحول الديمقراطي التدريجي للبرلمان مع توسيع امتياز التصويت إلى زيادة دور البرلمان في السيطرة على الحكومة، وتحديد من يستطيع الملك أن يسأل لتشكيل الحكومة. بحلول القرن التاسع عشر، أدى قانون الإصلاح العظيم لعام 1832 إلى الهيمنة البرلمانية، خاصة مع القرار الذي نص على اختيار البرلمان الدائم لرئيس الوزراء وتشكيل الحكومة.
تبنت دول أخرى بشكل تدريجي ما أصبح يسمى نموذج وستمنستر للحكم، مع وجود مسؤول تنفيذي مسؤول أمام البرلمان، باسم رئيس الدولة، يمارس سلطات مخولة اسميًا لرئيس الدولة. ومن هنا جاء استخدام عبارات مثل حكومة صاحبة الجلالة أو حكومة صاحب السمو. أصبح هذا النظام سائدًا خصوصًا في المناطق الخاضعة للسيطرة البريطانية القديمة، والتي سن البرلمان البريطاني العديد منها، مثل أستراليا ونيوزيلندا وكندا والدولة الأيرلندية الحرة واتحاد جنوب إفريقيا. تغيرت بعض هذه البرلمانات، أو تطورت في البداية بشكل منفصل عن النموذج البريطاني الأصلي. فمثلًا يشبه مجلس الشيوخ الأسترالي منذ إنشائه مجلس الشيوخ الأمريكي بشكل أكبر من مجلس اللوردات البريطاني، بينما لا يوجد منذ عام 1950 مجلس شيوخ في نيوزيلندا.
أصبحت الديمقراطية والبرلمانية سائدة بشكل متزايد في أوروبا في السنوات التي تلت الحرب العالمية الأولى، فقد فرضها المنتصرون الديمقراطيون جزئيًا، مثل الولايات المتحدة وبريطانيا العظمى وفرنسا، على البلدان المهزومة وخلفائها، خاصة جمهورية فايمار الألمانية وجمهورية النمسا الجديدة. زاد التحضر في القرن التاسع عشر والثورة الصناعية والحداثة من قوة نضال اليسار السياسي من أجل الديمقراطية والنزعة البرلمانية لفترة طويلة. كان يُنظر إلى الإصلاحات الديمقراطية في أوقات التطرف في نهاية الحرب العالمية الأولى، غالبًا على أنها وسيلة لمواجهة التيارات الثورية الشعبية.

## المزايا
يدعي المؤيدون عمومًا بوجود ثلاث مزايا أساسية للأنظمة البرلمانية:
- القدرة على التكيف.
- التدقيق والمساءلة.
- توزيع القوة.

### القدرة على التكيف
تعتبر الأنظمة البرلمانية مثل الموجودة في المملكة المتحدة مرنة جدًا، إذ يُسمح بالتغيير السريع في التشريعات والسياسات طالما هناك أغلبية أو ائتلاف في البرلمان، وستمتلك الحكومة وفقًا لذلك «قيودًا قانونية قليلة على ما يمكنها فعله». فبحسب نظام التصويت الانتخابي الفوز للأكثر أصواتًا «ينتج عن هذا النظام نموذج وستمنستر الكلاسيكي مع حصانة مزدوجة لحكومة حزبية قوية ومتجاوبة». ينتج عن هذا النظام الانتخابي الذي يوفر أغلبية قوية في مجلس العموم، والذي يكون مقترنًا بنظام القوة المندمج، حكومة قوية وقادرة على إحداث التغيير و«الابتكار».

### التدقيق والمساءلة
غالبًا ما يُلاحظ أن نظام السلطة المندمج في المملكة المتحدة مفيد بالنسبة لموضوع المساءلة. تسمح الحكومة المركزية بمزيد من الشفافية حول مصدر القرارات، وهذا يتناقض بشكل مباشر مع نظام الولايات المتحدة، إذ يوضح وزير الخزانة السابق سي دوغلاس ديلون ذلك بقوله: «الرئيس يلوم الكونغرس، والكونغرس يلوم الرئيس، ويبقى الجمهور مرتبكًا ومُشمئزًا من الحكومة في واشنطن». إضافة لذلك، يخضع وزراء حكومة المملكة المتحدة لفترات مساءلة أسبوعية يُدقق خلالها في إجراءاتهم وسياساتهم. لا يوجد مثل هذا التدقيق المنتظم للحكومة في نظام الولايات المتحدة.

### توزيع السلطة
وجدت دراسة للبنك الدولي عام 2001 أن الأنظمة البرلمانية مرتبطة بمعدلات فساد أقل.

### الدعوة للانتخابات
أشاد والتر باغوت في كتابه «الدستور الإنجليزي» الصادر عام 1867 بالحكومات البرلمانية لأنها تتميز بالمناقشات الجادة، وتسمح بتغيير السلطة بدون انتخابات، وتسمح بالانتخابات في أي وقت. اعتبر باغوت أن الحكم الانتخابي لمدة أربع سنوات في الولايات المتحدة غير صحيّ؛ لأنه سيسمح للرئيس في حال خيب آمال الجمهور منذ سنة حكمه الثانية مثلًا، بالاستمرار حتى نهاية سنواته الأربعة. أما في ظل النظام البرلماني، يمكن بسهولة استبدال رئيس الوزراء الذي فقد الدعم في منتصف فترة ولايته بأقرانه.
على الرغم من إشادة باغوت بالحكومات البرلمانية لسماحها بإجراء الانتخابات في أي وقت، لكن قد يُساء استخدام عدم وجود تقويم محدد للانتخابات. في ظل بعض الأنظمة السابقة، مثل النظام البريطاني، كان بإمكان الحزب الحاكم تحديد موعد الانتخابات عندما يشعر أنه من المرجح أن يحتفظ بالسلطة، وبالتالي يتجنب الانتخابات في أوقات انخفاض شعبيته. (ومع ذلك، فإن توقيت الانتخابات في المملكة المتحدة محدد الآن جزئيًا بموجب قانون البرلمانات محددة المدة لعام 2011) وبالتالي، من خلال توقيت ذكي للانتخابات في ظل نظام برلماني سيستطيع الحزب تمديد حكمه لفترة أطول مما هو ممكن. يمكن التخفيف من هذه المشكلة إلى حد ما من خلال تحديد مواعيد ثابتة للانتخابات البرلمانية، مثل العديد من برلمانات الولايات الأسترالية. يتمتع الحزب الحاكم أو الائتلاف في أنظمة أخرى، مثل الهولندية والبلجيكية ببعض المرونة في تحديد موعد الانتخابات. وعلى عكس ذلك، قد تتجنب المرونة في توقيت الانتخابات البرلمانية فترات الجمود التشريعي التي قد تحدث في النظام الرئاسي لفترة محددة. على أي حال، يتمتع الناخبون في نهاية المطاف بسلطة اختيار ما إذا كانوا سيصوتون للحزب الحاكم أو أي شخص آخر.

## تصنيف النظم البرلمانية
توجد التصنيفات الآتية:
- الجمع بين عضوية البرلمان وعضوية الحكومة .

من المسموح أن يجمع شخص واحد بين عضويتة في البرلمان وعضويته في الحكومة. وفي نظم مثل المملكة المتحدة وألمانيا يتحتم على الوزير أن يكون من ضمن أعضاء البرلمان.
- إسقاط الحكومة من البرلمان:

يقوم البرلمان بمراقبة عمل الحكومة في النظام البرلماني، ويحق له إسقاط الحكومة لأسباب سياسية. ويمكن إجراء طبقا لنظام يسمى «سحب الثقة من الحكومة» الذي يتم بالاقتراع داخل البرلمان. فإذا صوت أغلبية أعضاء البرلمان بإسقاط الحكومة وجب تشكيل حكومة برئيس حكومة جديد. كما يمكن للبرلمان سحب
الثقة من أحد الوزراء. عموما تعتمد الحكومة على أغلبيتها في البرلمان في أداء عملها.
- حل البرلمان عن طريق الحكومة:

يحق للحكومة حل البرلمان. أي أن البرلمان هو الآخر يعتمد على الحكومة، إلا أنه في حالة النظام البرلماني يكون حل البرلمان مقترنا بحل الحكومة نفسها في نفس الوقت، ويعتمد في ذلك على النص الدستوري.

## انظمة الحكومة
يمكن تصنيفها طبقا لخمسة أصناف في النظام البرلماني:
- الحكومة الفريدة المشكلة من حزب برلماني واحد،
- حكومة أغلبية حيث يشكل حزب الأغلبية الذي يشغل أكثر من نصف مقاعد البرلمان الحكومة،
- حكومة أقلية، إذا لم تكن الحكومة حاصلة على نصف مقاعد البرلمان، ولكن يؤيدها من أعضاء البرلمان (لأحزاب مختلفة) عدد يزيد عن نصف المقاعد.
- حكومة مركزة ، وهي تحوي أعضاء من جميع الأحزاب الموجودة في البرلمان،
- حكومة ائتلافية ، وهي حكومة مشكلة من بين أعضاء حزبين أو أكثر ولكنها لا تشمل جميع الأحزاب، لبلوغ تأييد أكثر من نصف أعضاء البرلمان.

يقسم الوزراء اليمين أمام الملك أو رئيس الجمهورية.

## البلدان التي لديها نظام حكم برلماني

### أفريقيا

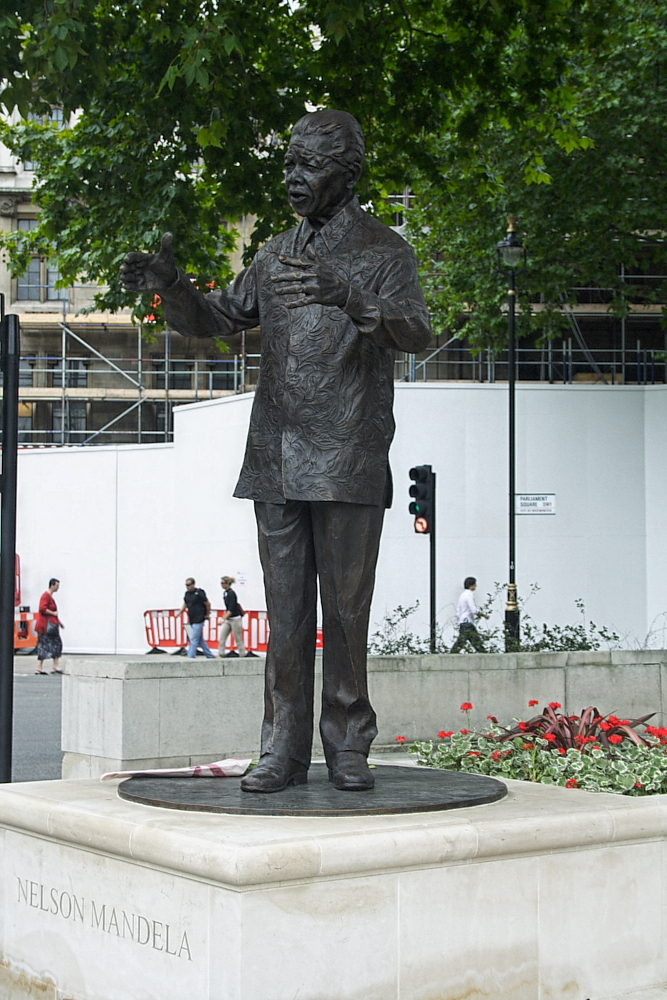
تمثال الرئيس نيلسون مانديلا في جنوب أفريقيا في ساحة البرلمان في لندن.

| البلد        | العلاقة بين السلطة التشريعية والتنفيذية                         |
| ------------ | --------------------------------------------------------------- |
| بوتسوانا     | البرلمان البوتسواني يعين مجلس الوزراء                           |
| إثيوبيا      | الجمعية البرلمانية الفدرالية تعين مجلس الوزراء                  |
| تونس         | مجلس نواب الشعب يوافق مجلس الوزراء التونسي                      |
| ليبيا        | المؤتمر الوطني العام الليبي يوافق مجلس الوزراء                  |
| موريشيوس     | الجمعية العامة الوطنية تعين مجلس الوزراء                        |
| جنوب إفريقيا | برلمان جنوب أفريقيا ينتخب رئيس الجمهورية الذي يعين مجلس الوزراء |

### أمريكا

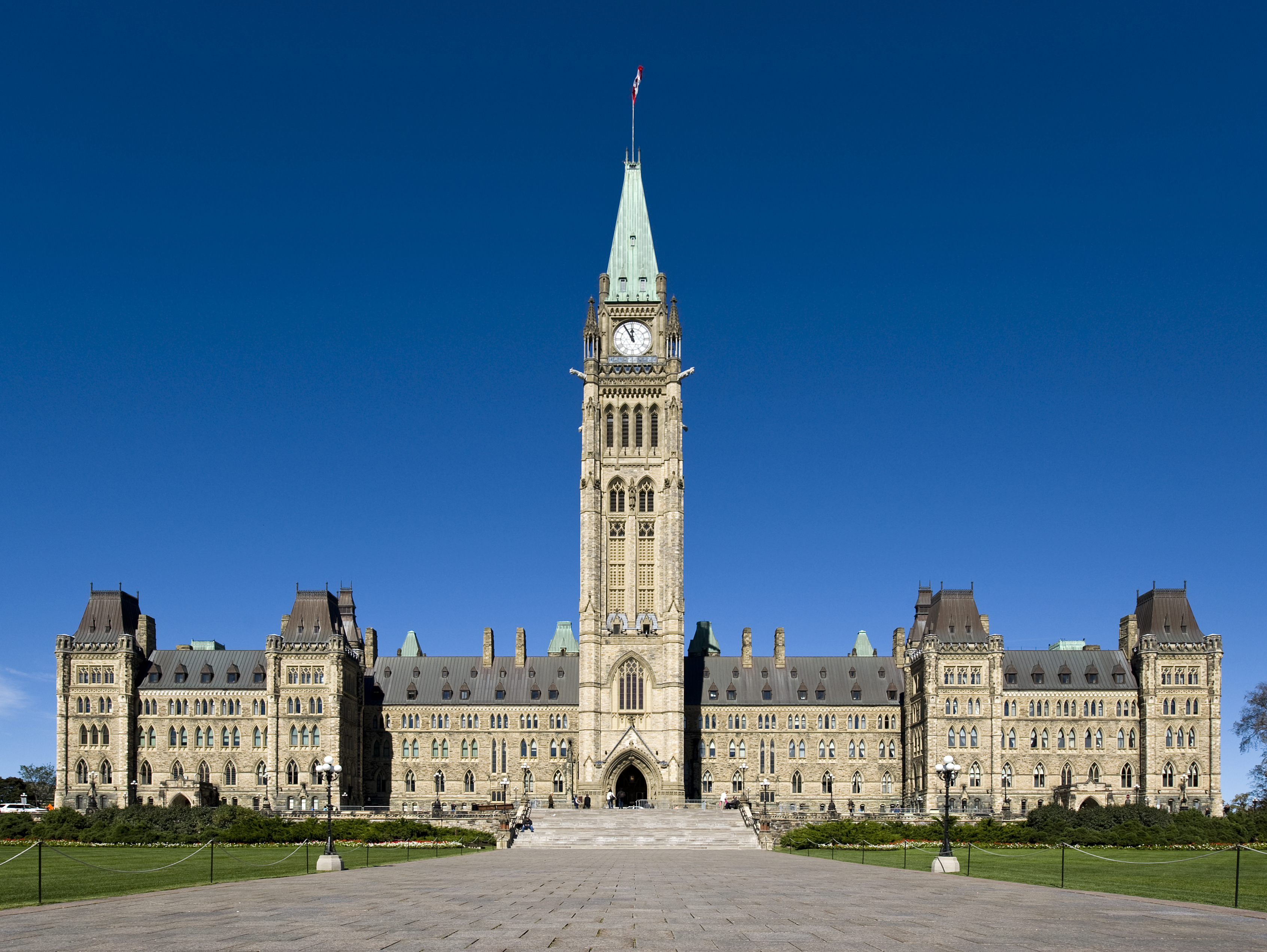
مبنى البرلمان الكندي.

| البلد                   | العلاقة بين السلطة التشريعية والتنفيذية                            |
| ----------------------- | ------------------------------------------------------------------ |
| أنتيغوا وباربودا        | البرلمان في أنتيغوا وبربودا يعين مجلس الوزراء                      |
| جزر البهاما             | البرلمان البهامسي يعين مجلس الوزراء                                |
| باربادوس                | البرلمان البربادوسي يعين مجلس الوزراء                              |
| بليز                    | الجمعية الوطنية تعين مجلس الوزراء في بليز                          |
| كندا                    | مجلس العموم الكندي يوافق رئيس وزراء، الذي يشكل مجلس الوزراء الكندي |
| غرينادا                 | برلمان غرينادا ينتخب رئيس وزراء                                    |
| جامايكا                 | البرلمان الجامايكي يعين مجلس الوزراء                               |
| سانت كيتس ونيفيس        | الجمعية الوطنية لسانت كيتس ونيفيس تنتخب رئيس وزراء                 |
| سانت لوسيا              | البرلمان في سانت لوسيا يعين رئيس وزراء                             |
| سانت فينسنت والغرينادين | مجلس الجمعية العامة يعين رئيس وزراء في سانت فنسنت وجزر غرينادين    |
| ترينيداد وتوباغو        | برلمان ترينيداد وتوباغو يوافق رئيس وزراء                           |

### آسيا

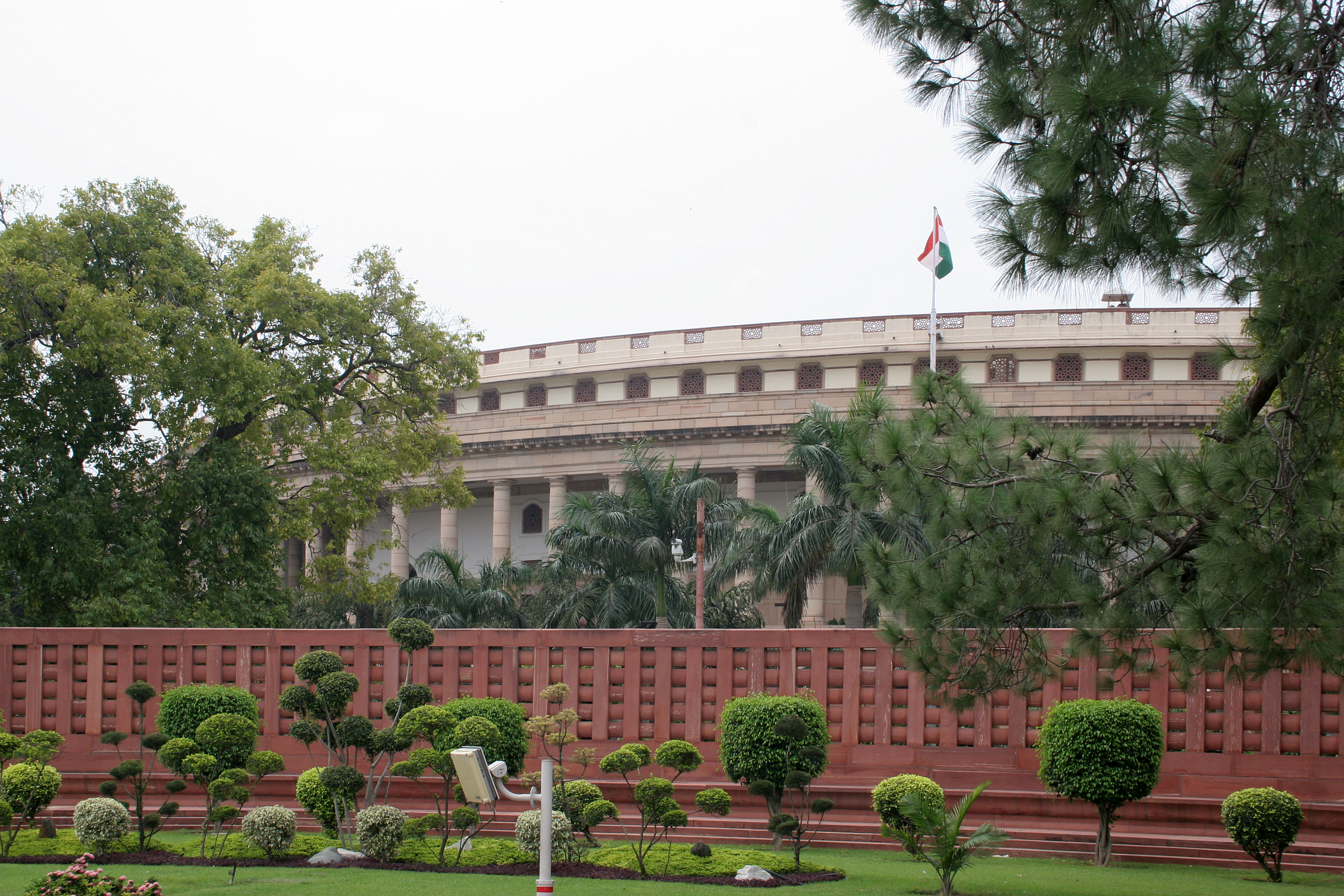
مبنى البرلمان أكبر دولة ديمقراطية، الهند.

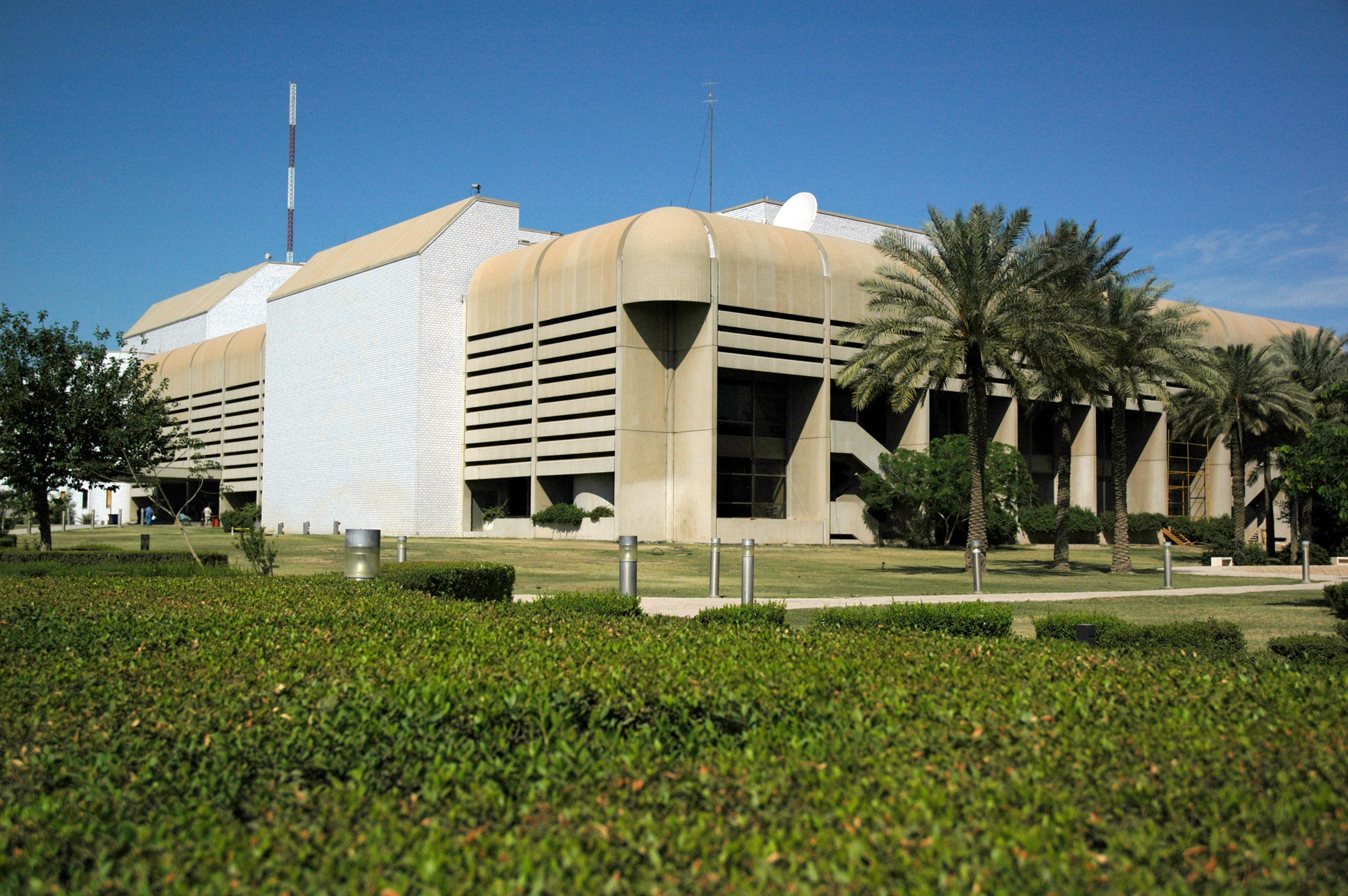
مبنى مجلس النواب العراقي

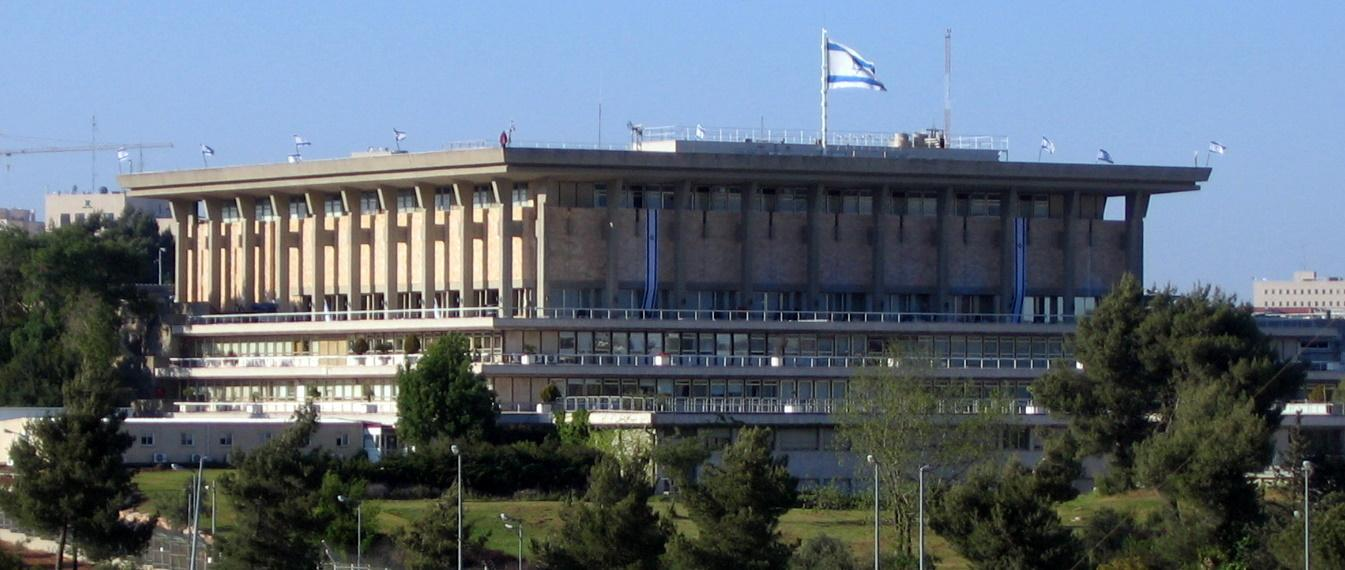
مبنى البرلمان الإسرائيلي أوكما يسمى كنيست في القدس

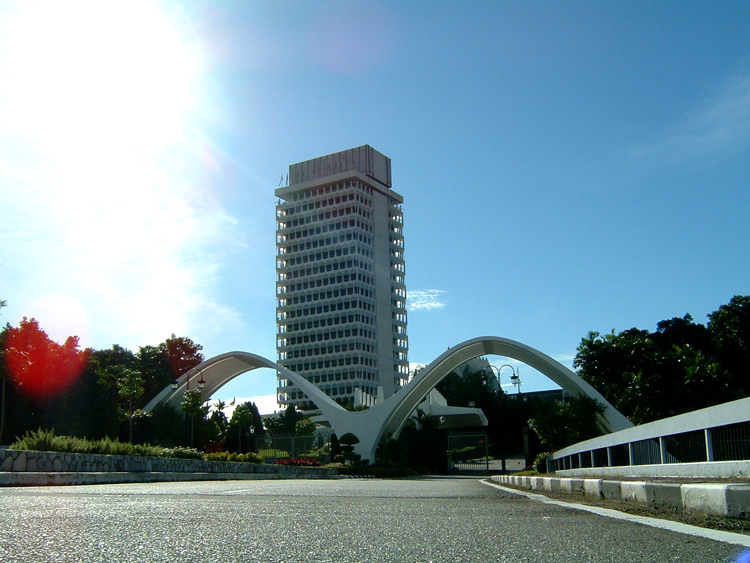
مبنى البرلمان الماليزي

| البلد     | العلاقة بين السلطة التشريعية والتنفيذية                                        |
| --------- | ------------------------------------------------------------------------------ |
| بنغلاديش  | البرلمان الوطني أوكما يسمى جاتيا سانجشاد يعين مجلس الوزراء في بنغلاديش         |
| بوتان     | البرلمان البوتاني يوافق مجلس الوزراء                                           |
| كمبوديا   | البرلمان الكمبودي يوافق مجلس الوزراء                                           |
| الهند     | البرلمان الهندي يوافق رئيس وزراء الذي بدوره يشكل مجلس الوزراء                  |
| العراق    | مجلس النواب العراقي يوافق على تشكيل مجلس الوزراء العراقي                       |
| إسرائيل   | البرلمان الإسرائيلي أو الكنيست يوافق على تشكيل مجلس الوزراء الإسرائيلي         |
| اليابان   | البرلمان الياباني يعين رئيس الوزراء الذي بدوره يعين مجلس الوزراء الياباني      |
| قرغيزستان | المجلس الأعلى يوافق رئيس وزراء قيرغيزستان                                      |
| لبنان     | البرلمان اللبناني يوافق على مجلس الوزراء في لبنان                              |
| ماليزيا   | البرلمان الماليزي يعين مجلس الوزراء الماليزي                                   |
| منغوليا   | البرلمان المنغولي تؤكد حكومة منغوليا                                           |
| نيبال     | الجمعية التأسيسية تعين مجلس الوزراء النيبالي                                   |
| باكستان   | البرلمان الباكستاني يعين مجلس الوزراء في باكستان                               |
| سنغافورة  | البرلمان السنغافوري يوافق مجلس الوزراء في سنغافورة                             |
| تايلاند   | مجلس النواب التايلندي يعين رئيس الوزراء الذي بدوره يعين مجلس الوزراء التايلندي |

### أوروبا

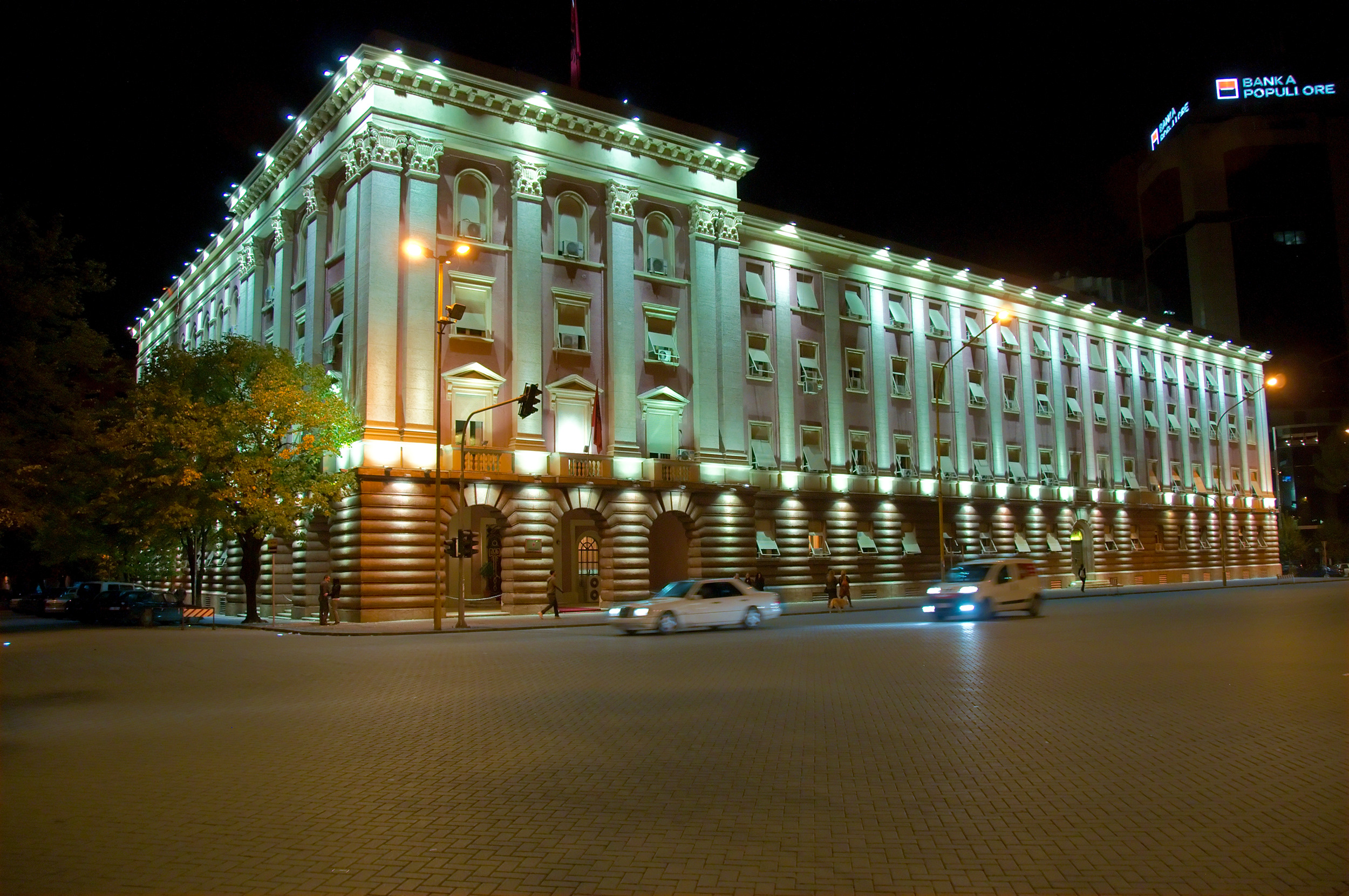
المبنى الإداري للبرلمان في ألبانيا

| البلد           | العلاقة بين السلطة التشريعية والتنفيذية |
| --------------- | --- |
| ألبانيا         | البرلمان الألباني يوافق مجلس الوزراء |
| النمسا          | البرلمان النمساوي يعين مجلس الوزراء |
| بلجيكا          | البرلمان البلجيكي يوافق مجلس الوزراء في بلجيكا |
| بلغاريا         | الجمعية الوطنية في بلغاريا تعين مجلس وزراء |
| كرواتيا         | البرلمان الكرواتي يعين حكومة كرواتيا |
| جمهورية التشيك  | رئيس جمهورية التشيك يعين زعيم أكبر حزب أو ائتلاف في البرلمان منصب رئيس الوزراء الذي يقوم بدوره بتشكيل مجلس الوزراء                                    |
| الدنمارك        | العاهل الدنماركي يعين النائب الذي يقود أكبر تحالف في البرلمان أوكما يسمى فولكتينغ منصب رئيس الوزراء الذي يقوم بدوره بتشكيل مجلس الوزراء               |
| إستونيا         | المجلس النيابي الإستوني يعين حكومة جمهورية إستونيا |
| فنلندا          | البرلمان الفنلندي يعين مجلس الوزراء الفنلندي |
| ألمانيا         | مجلس النواب الاتحادي أوكما يسمى بوندستاغ ينتخب المستشار الاتحادي، الذي يشكل مجلس الوزراء                                                              |
| اليونان         | البرلمان اليوناني وأيضاً يسمى البرلمان الهيليني يوافق على مجلس الوزراء لليونان                                                                         |
| المجر           | الجمعية الوطنية المجرية توافق على مجلس الوزراء في المجر                                                                                               |
| آيسلندا         | الجمعية العمومية الآيسلندية تعين مجلس الوزراء في آيسلندا                                                                                              |
| جمهورية أيرلندا | البرلمان الأيرلندي يعين حكومة أيرلندا |
| إيطاليا         | البرلمان الإيطالي يعين مجلس الوزراء في إيطاليا |
| كوسوفو          | الجمعية الوطنية في كوسوفو تعين الحكومة |
| لاتفيا          | البرلمان اللاتفي أوكما يسمى السايما يعين مجلس وزراء الجمهورية                                                                                         |
| ليتوانيا        | البرلمان اليتواني أوكما يسمى سايماس يعين حكومة |
| لوكسمبورغ       | مجلس النواب يعين مجلس الوزراء في لوكسمبورغ |
| مقدونيا         | الجمعية العامة توافق على حكومة مقدونيا |
| مالطا           | مجلس النواب يعين مجلس الوزراء في مالطا |
| مولدوفا         | البرلمان المولدوفي يعين مجلس الوزراء في مولدوفا |
| الجبل الأسود    | برلمان الجبل الأسود يعين الحكومة |
| هولندا          | البرلمان الهولندي يعين مجلس الوزراء في هولندا |
| النرويج         | العاهل النرويجي يعين النائب الذي يقود أكبر حزب أو ائتلاف بمنصب رئيس الوزراء، الذي بدوره يشكل مجلس الوزراء                                             |
| بولندا          | البرلمان البولندي يوافق مجلس الوزراء في بولندا |
| صربيا           | الجمعية الوطنية الصربية تعين حكومة صربيا |
| سلوفاكيا        | المجلس الوطني السلوفاكي يوافق تشكيل الحكومة |
| سلوفينيا        | الجمعية الوطنية في سلوفينيا تعين الحكومة |
| إسبانيا         | البرلمان الإسباني يقوم بانتخاب رئيس الحكومة، الذي بدوره يشكل مجلس الوزراء                                                                             |
| السويد          | البرلمان السويدي ينتخب رئيس الوزراء، الذي بدوره يعين باقي أعضاء الحكومة                                                                               |
| سويسرا          | البرلمان السويسري ينتخب المجلس الاتحادي السويسري |
| المملكة المتحدة | العاهل أوالملكة في بريطانيا يعين النائب الذي يقود أكبر حزب أو ائتلاف في مجلس العموم بمنصب رئيس الوزراء، الذي يقوم بدوره بتشكيل مجلس الوزراء البريطاني |

### دول المحيط الهادئ

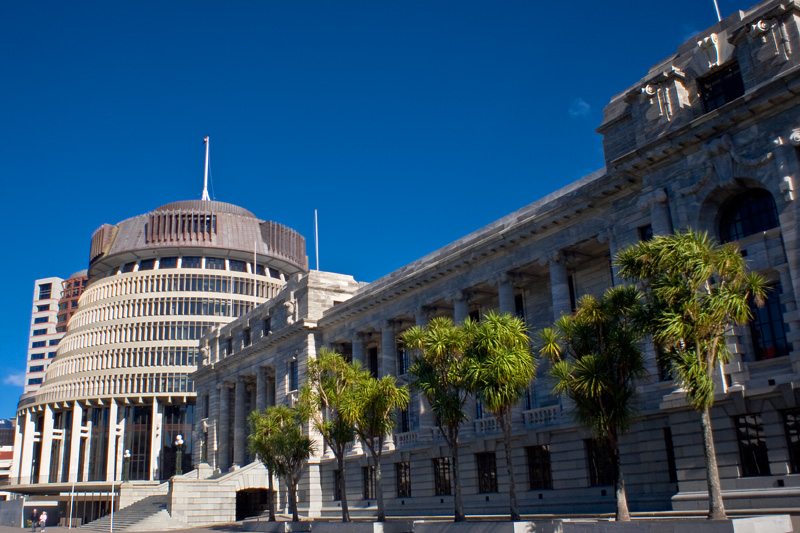
مبنى البرلمان النيوزيلندي.

| البلد               | العلاقة بين السلطة التشريعية والتنفيذية                  |
| ------------------- | -------------------------------------------------------- |
| أستراليا            | البرلمان الأسترالي يعين مجلس الوزراء                     |
| نيوزيلندا           | البرلمان النيوزيلندي يعين مجلس الوزراء                   |
| بابوا غينيا الجديدة | البرلمان الوطني في بابوا غينيا الجديدة يعين مجلس الوزراء |
| ساموا               | الجمعية التشريعية في ساموا تعين مجلس الوزراء             |
| فانواتو             | برلمان فانواتو يعين مجلس الوزراء                         |